# Julie Colpaert
Julie Colpaert (Izegem, 1979) is een Vlaamse journaliste die haar carrière begon als nieuwslezeres bij Qmusic en vanaf 2005 reporter was voor VTM Nieuws. Vanaf 2016 was ze voor VTM ook presentatrice van de reportageprogramma's Telefacts, Telefacts Zomer en Lotgenoten.
In oktober 2018 nam zij deel aan De Slimste Mens ter Wereld. Op 1 november brak ze het record van ‘de mythische elf’, en ging ze voor het eerst in de geschiedenis van het programma door naar de twaalfde opeenvolgende aflevering. Uiteindelijk werd ze verliezend finaliste, na Peter Van de Veire.
In het najaar van 2022 nam ze deel aan De Allerslimste Mens ter Wereld. In het najaar van 2024 nam ze deel aan De Verraders op VTM.
In oktober 2024 verliet ze de VTM-nieuwsdienst en werd bij moederbedrijf DPG verantwoordelijke voor de perscommunicatie en woordvoering voor de televisie- en radiozenders.